# NGC 1272
NGC 1272 je galaksija u zviježđu Perzej.

## Vanjske poveznice
- SEDS: NGC 1272